# Elżbieta Czykwin
Elżbieta Krystyna Czykwin – polska pedagog i socjolog, profesor nauk społecznych, nauczyciel akademicki Wydziału Nauk Społecznych Chrześcijańskiej Akademii Teologicznej w Warszawie.

## Życiorys
W 1974 ukończyła studia na kierunku pedagogika w Uniwersytecie Wrocławskim. W 1980 w Wydziale Pedagogicznym Uniwersytetu Warszawskiego na podstawie rozprawy pt. Stosunek nauczycieli do roli zawodowej a styl kierowania wychowawczego wykonanej pod opieką prof. Hanny Świdy-Ziemby uzyskała stopień doktora nauk humanistycznych. W 2001 w Wydziale Stosowanych Nauk Społecznych i Resocjalizacji Uniwersytetu Warszawskiego na podstawie rozprawy pt. Białoruska mniejszość narodowa jako grupa stygmatyzowana otrzymała stopień doktora habilitowanego nauk humanistycznych w zakresie socjologii. W 2016 uzyskała tytuł profesora nauk społecznych.
Była profesorem Uniwersytetu w Białymstoku na Wydziale Pedagogiki i Psychologii w Zakładzie Teorii Wychowania i Studiów Pedeutologicznych oraz Zakładzie Socjologii Edukacji. Jest profesorem Wydziału Pedagogicznego Chrześcijańskiej Akademii Teologicznej w Warszawie.
Za książkę Stygmat społeczny z 2007, została uhonorowana Nagrodą im. Profesor Ireny Lepalczyk przyznanej jej przez Łódzkie Towarzystwo Naukowe w roku 2008.
Jest żoną posła Eugeniusza Czykwina.

## Publikacje
- Białoruska mniejszość narodowa jako grupa stygmatyzowana, Trans Humana, Białystok 2000, ISBN 83-86696-58-3
- Samoświadomość nauczyciela, Trans Humana, Białystok 1995, ISBN 83-86696-01-X
- Stygmat społeczny, Wydawnictwo Naukowe PWN, Warszawa 2007, ISBN 978-83-01-15089-1
- Wstyd, Oficyna Wydawnicza Impuls, Kraków 2013, ISBN 978-83-7850-405-4
- Anders Breivik. Między dumą a wstydem, Wydawnictwo Naukowe Scholar, 2019 ISBN 978-83-65390-23-3
- Metafory w naukach społecznych. Zasadność aplikacyjna, Wydawnictwo Naukowe Chrześcijańskiej Akademii Teologicznej w Warszawie, Warszawa 2021 ISBN 978-83-60273-69-2 (publikacja elektroniczna)
- Wiedza społeczna w metaforze, Wydawnictwo Naukowe ChAT, Warszawa 2024 ISBN 978-83-60273-76-0